# Ид-Гах
Мечеть Идгах (также Ид Гах, Эйд Гах и Идга) — одна из крупнейших мечетей в Кабуле (Афганистан). По одним данным, это самая крупная мечеть в городе, по другим — Идгах делит первенство с Пул-е Хишти.
В Интернете приводится такое описание:
Идгах («Праздничная») — многоминаретное сооружение с длинными остеклёнными галереями, откуда афганский эмир Хабибулла отправлялся на Третью англо-афганскую войну (1919 г.)
Мечеть находится на улице Muhammad Akbar Khan Wat, напротив стадиона «Гази» и является центром проведения основных религиозных праздников.
Время строительства тоже указывается разное. В одном источнике говорится, что мечеть построена ещё в XVIII веке, в другом — что её строительство началось в период правления эмира Абдур-Рахмана и закончилось в правление его сына, эмира Хабибуллы-хана, и даже указывается год основания — 1893.
В этой мечети в 1919 году эмир Аманулла-хан объявил о независимости Афганистана.